# Bir de Bana Sor
Bir de Bana Sor è un singolo del 2000 di Emre Altuğ.